# Groß Weeden
Groß Weeden ist ein Ortsteil der Gemeinde Rondeshagen im Kreis Herzogtum Lauenburg in Schleswig-Holstein. Die Gemeinde gehört zum Amt Berkenthin.

## Geschichte

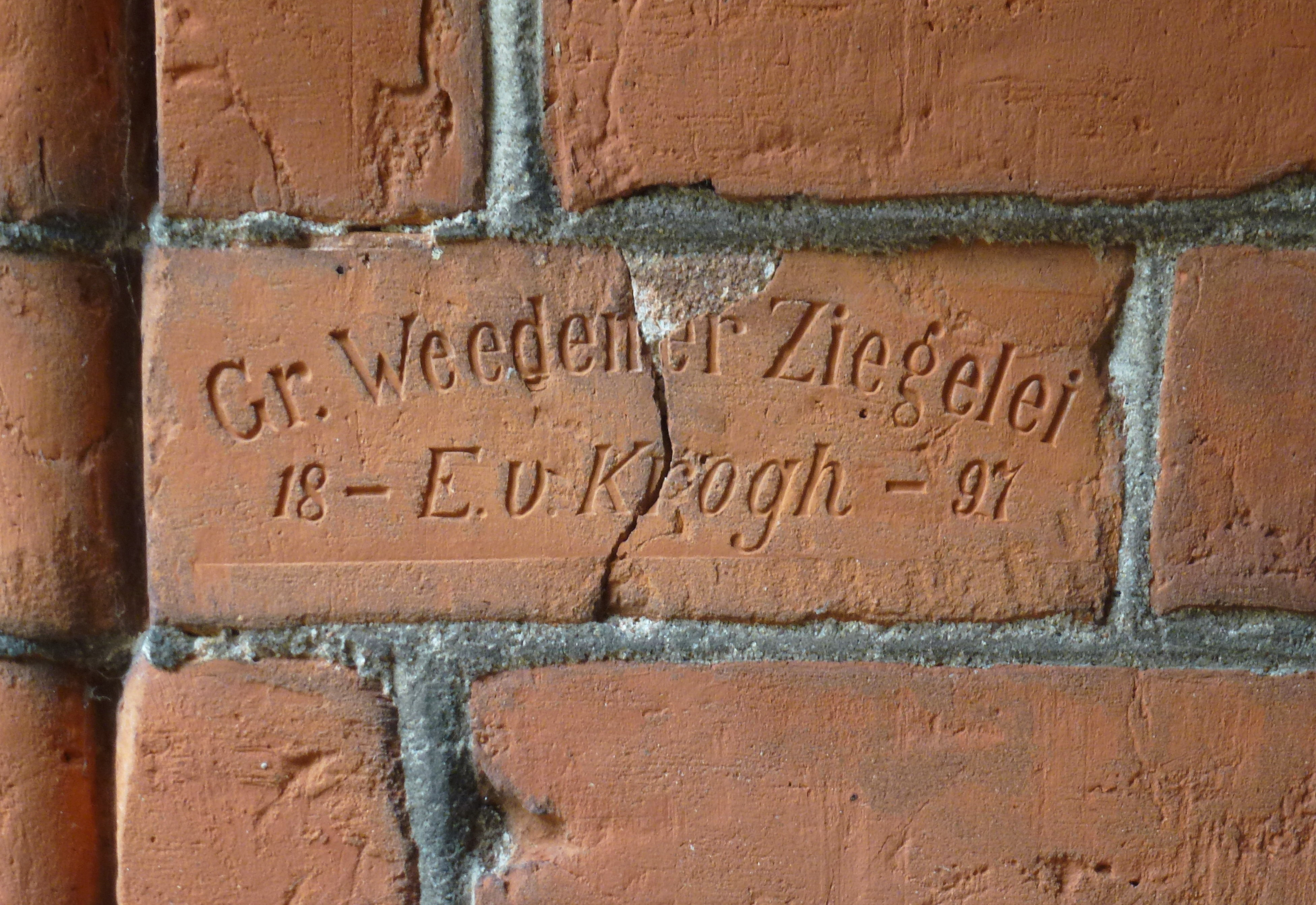
Ziegel mit Ziegeleimarke v. Krogh, Groß Weeden an der Basilika Altenkrempe (1897)

Wo im 14. Jahrhundert noch dichter Wald war, entstand vermutlich im 18. Jahrhundert nach Rodungsarbeiten der Meierhof Groß Weeden, welcher durch den Verkauf 1802 vom Gutsbezirk Rondeshagen getrennt wurde. Es entstand ein eigenes Gut mit Ziegelei, um den herum die Arbeiter in eigenen Häusern angesiedelt wurden. Das Areal wurde 1895 von Friedrich Emil August von Krogh erworben, der dort 1914 durch die Hamburger Architekten  Frejtag & Elingius ein Herrenhaus im Neo-Barockstil erbauen ließ.

## Besonderheiten
Groß Weeden gehört zur zwei Kilometer entfernten Gemeinde Rondeshagen, hat jedoch die Vorwahl als auch die Postleitzahl der benachbarten Gemeinde Sierksrade.

## Wirtschaft
Neben der einzigen vollständig überdachten  Sonderabfalldeponie Deutschlands befand sich auch die größte Music-Hall (Diskothek, "Nachtarena Ziegelei") Norddeutschlands in Groß Weeden, die im Jahre 2015 geschlossen wurde.